# Luci Licini Lucul·le (fill)
Luci Licini Lucul·le (llatí: Lucius Licinius L. f. L. n. Lucullus) era fill de Luci Licini Lucul·le (cònsol 74 aC) i de Servília.
Valeri Màxim l'anomena Marc, però segurament és un error. Va néixer com a molt aviat l'any 65 aC i tenia pocs anys quan el pare va morir i en va deixar encarregada la seva custodia al seu oncle matern Marc Porci Cató Uticense i amb l'encàrrec també, a través del seu testament, al seu amic Ciceró. Sembla que els dos es van unir en l'educació del noi. La seva relació amb Cató el va portar a ser educat en els principis republicans, i l'any 44 aC, després de la mort de Juli Cèsar, es va posar al costat de Brutus i el va acompanyar a Grècia. Va lluitar en la batalla de Filipos i va ser mort en la persecució dels vençuts l'any 42 aC.
Ciceró diu que era un jove de molt de talent i que prometia. Quan era jove havia dedicat, per ordre del Senat, una estàtua d'Hèrcules a prop de la Rostra, en compliment d'un vot del seu pare.